# Ropsten

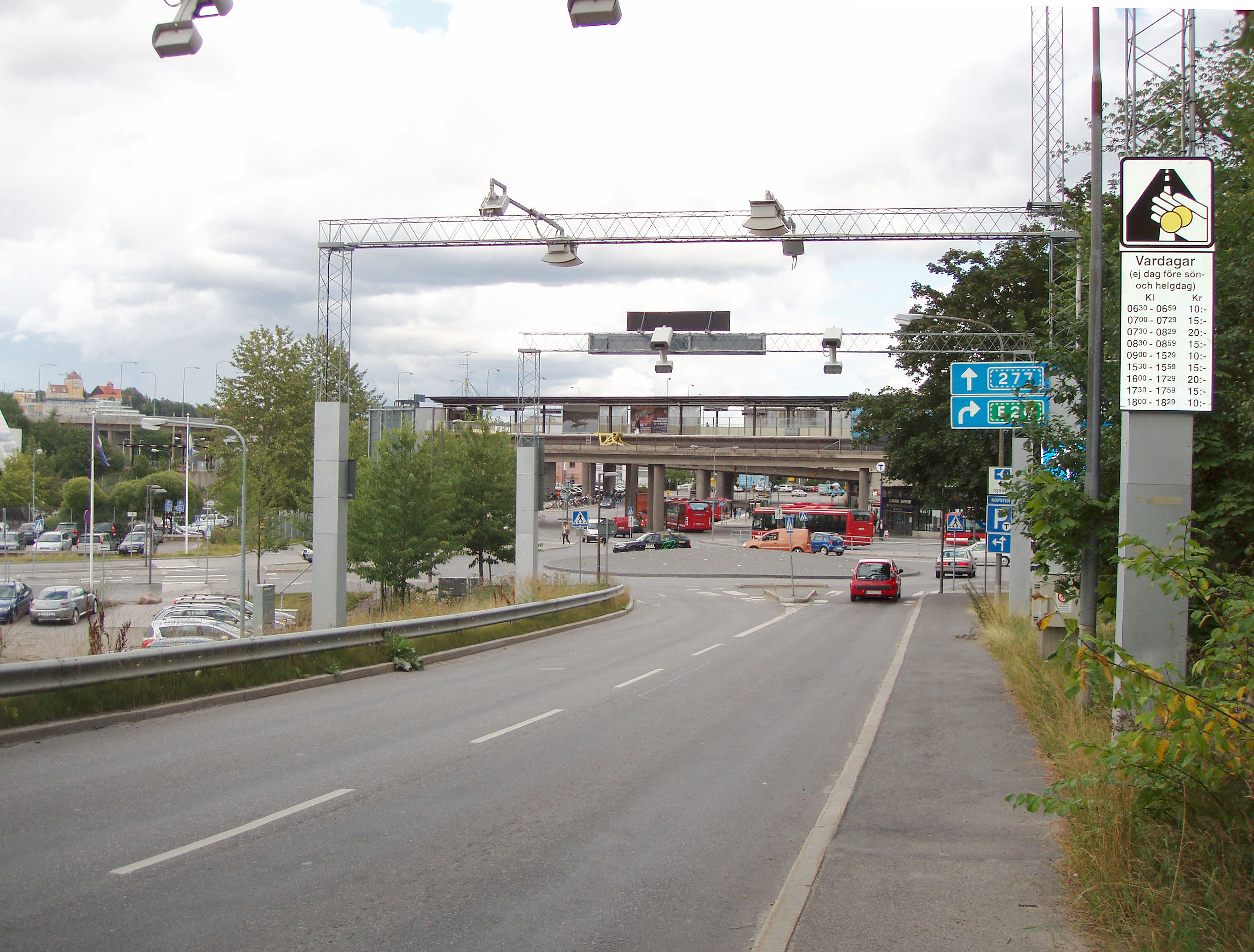
Ropsten på den norra sidan av Lidingöbroarnas landfästen. Vy från Gasverksvägen med en av de tre betalstationerna för trängselskatt i förgrunden. I bakgrunden Ropstens tunnelbanestation och Ropstens stora rondell. Längst till vänster skymtar Foresta uppe på Herserudsklippan.

Ropsten (egentligen: sten där färjan på andra sidan anropas) utgör en udde vid Lilla Värtan norr om Värtahamnen där de båda Lidingöbroarna har sina landfästen och är en del av stadsdelen Hjorthagen i Stockholm. 
Området domineras av infrastruktur av olika slag. Här finns Lidingöbroarna, en stor rondell för hopkoppling av trafikleder mellan Värtahamnen, Stockholm och Gasverksvägen, slutstationer för tunnelbanans röda linje och Lidingöbanans linje 21, en terminal för Lidingöbussarna, en taxistation, en infartsparkering och Värtaverkens värmepumpanläggningar. I området kring Ropsten finns tre betalstationer för trängselskatt in till Stockholms innerstad. 1964 byggdes Ropstensmotet och 1971 byggdes Ropstenskopplet och Ropstensslingan i samband med att den nya Lidingöbron byggdes.

## Ropsten som kommunikationsknutpunkt för Lidingötrafiken
Det totala antalet resenärer (passager) över Lidingöbroarna vardagar 06-21 uppgår till över 63 000. 1999 var antalet kollektivtrafikresenärer över Lidingöbron från Lidingö till Ropsten cirka 20 000 personer/dygn. Merparten av dessa stiger om till Stockholms tunnelbanenät. Fördelningen av resenärer från Lidingö till Ropsten på de olika färdmedlen, (a) bil och motorcykel/moped, (b) buss respektive (c) Lidingöbanan är cirka (a) 71%, (b) 19% och (c) 10%. (Fotgängare och cyklister, ej räknade).. Merparten av trafikanterna med eget färdmedel åker vidare till Stockholms innerstad, via Lidingövägen eller Norra Hamnvägen respektive norrut via Gasverksvägen och Björnnäsvägen genom Lill-Jansskogen. Övriga parkerar sitt fordon på Ropstens infartsparkering, som omfattar cirka 300 parkeringsplatser för bilar och en stor avställningsyta för motorcyklar/mopeder och cyklar, för i huvudsak omstigning till Stockholms tunnelbana.
12 busslinjer finns vid Ropstensplan för Lidingös centrala och norra trafikområde via i huvudsak Torsvik och Lidingö centrum, för de norra bostadsområdena via av- och påfarten på nya Lidingöbron till norra Lidingö, för områdena Sticklinge, Näset, Bo, Rudboda och Elfvik samt ett mindre antal linjer i rusningstrafik för södra Lidingö för att komplettera Lidingöbanan, för bostadsområdena Bodal/Baggeby och Larsberg. Lidingöbanan har en linje, linje 21 med 13 stationer på Lidingö, som täcker upp Lidingös södra bostadsområden från Herserud till Gåshaga.
Antalet pendlare in till Lidingö kommun för arbetsresor uppgår till cirka 5 400 och antalet pendlare ut från Lidingö kommun 13 640. Ett marginellt antal resenärer pendlar för arbetsresor båtvägen mellan Stockholms skärgård via Gåshaga brygga och Lidingöbanan till Ropsten respektive mellan Tranholmen och Ropsten. Ett mindre antal resenärer reser med bil ut från avgiftsringen i den östra delen av Stockholm till Ropsten och infartsparkeringen för omstigning till tunnelbanenätet eller buss och Lidingöbanan ut till Lidingö, i huvudsak beroende på högre parkeringsavgifter på vardagar i Stockholm än vid infartsparkeringen, som dock innebär en tilläggskostnad för trängselavgift för två passager ut till och från Ropsten om det sker vardagar mellan 06.30 och 18.30.

## Markareal vid Ropsten
För att öka markarealen vid Ropsten på den trånga platsen begränsad av bergväggen upp mot Hjorthagen har tippning av sprängsten i Lilla Värtan pågått i omgångar ända från att den första Lidingöbron mellan Torsvik och Ropsten byggdes 1884 och i samband med detta, anläggningen av Värtahamnen och Värtagasverket som även innefattade en kolimporthamn med stora skrymmande kollager. Den senaste utfyllnaden gjordes omkring 2005-2007 för att få en större yta för infartsparkering. Landhöjningen har också bidragit till att Ropstensområdet har utökats. Räknat från hur Ropstensområdet avbildats på en målning från 1795 fram till 2008 motsvarar landhöjningen cirka 1 m lägre havsvattenstånd.

## Historia

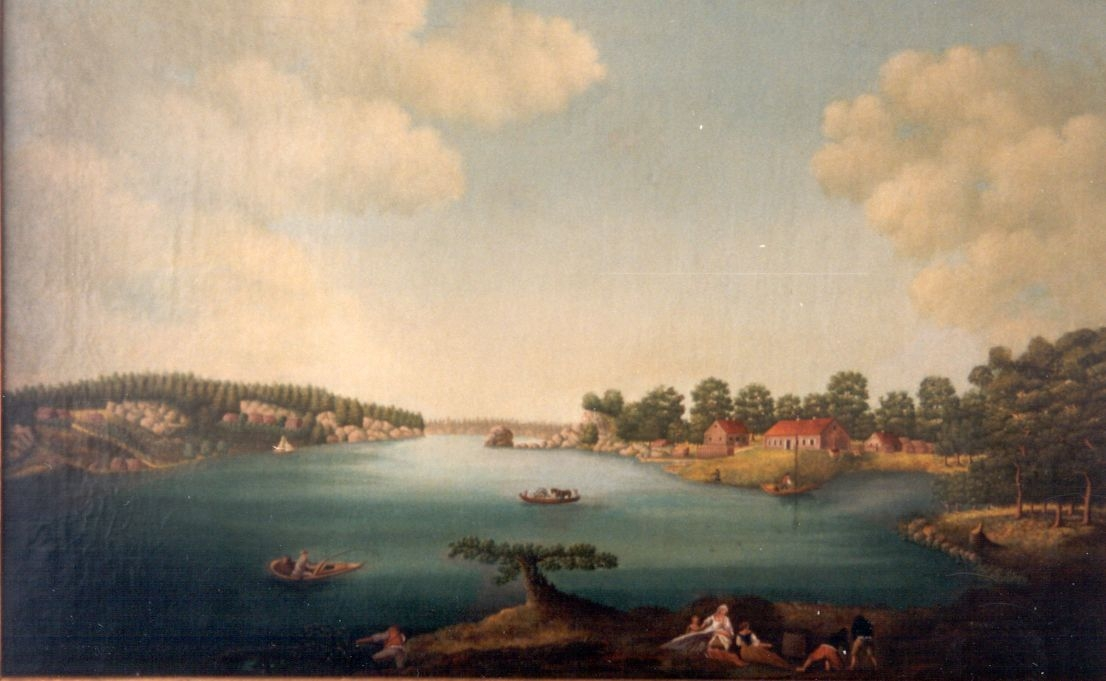
Målning av Piere Joseph Trere, från 1795 föreställande området vid Ropstens gård och Lilla Värtan. Vy från en hög position på Oxbergsudden norr om Husarviken mot söder föreställande Ropstens gård till höger med den stora roparstenen vid Ropudden mitt i bild och Lidingö till vänster. En roddfärja är på väg över från Ropsten till Torsvik på Lidingö med häst och vagn ombord.

Ropsten som knutpunkt för kommunikationen mellan Stockholm och Lidingö har en historia som sträcker sig tillbaka till åtminstone mitten på 1300-talet då ett 20-tal större lantbruksgårdar hade etablerat sig på Lidingö. Närheten till den snabbt växande staden Stockholm med möjlighet till avsättning av jordbruksprodukter kom att styra utvecklingen av jordbruket på Lidingö och med tiden ett ökande behov av en reguljär färjeförbindelse till fastlandet. Fram till 1803 då den första Lidingöbron byggdes mellan Larsberg och Kaknäs, ombesörjde roddfärjor transporterna mellan Lidingö och Stockholm där färjeleden var förlagd till sträckan Torsvik-Ropsten. 1884 i samband med att Värtahamnen byggdes ersattes den första bron med en flottbro mellan Torsvik och Ropsten, från omkring 1914 kompletterad med en ångbåtsfärja för persontransporter mellan Herserud och Ropsten när den första delen av södra Lidingöbanan var klar 1914, som hade sin slutstation (Foresta-Millesgården) vid stranden nedanför Foresta i Herserud. Den norra delen av Lidingöbanan linje 20, numera ersatt med bussar till Ropsten, hade vid invigningen av den första sträckan 1907, slutstationen vid Islingeviken där omstigning kunde ske till ångbåtsfärja till Ropsten och något senare till ångbåtsfärja med spårvagnsspår som körde spårvagnarna över till Ropsten och vidare in till Stockholms spårvagnsnät på linjen Ropsten-Norrmalmstorg-Karlberg. Ångbåtsfärjan med spårvagnsspår var i drift till omkring 1914. Gamla Lidingöbron var klar 1925 och försågs med kombinerat väg och dubbelspårig järnvägsräls för de båda Lidingöbanorna linje 20 och 21, som via Ropsten gick vidare ner via Sturegatan till Humlegården som slutstation i Stockholm.  

### Namnet Ropsten
Området fick sitt namn av den holme som låg utanför den så kallade Ropudden och som fram till slutet av 1800-talet var omgiven av vatten. Holmen finns intritad och namngiven på alla äldre kartor över området fram till att den andra Lidingöbron byggdes 1884. Holmen återfinns mitt i bild på Piere Joseph Treres målning från 1795 över området. Holmen, eller stenen som den kallades förr i tiden, har genom århundradena haft samma namn, men med lite olika stavning som Roparstenen, Roparestenen, Rope Sten eller Roop Sten och hade en största bredd ovanför vattenytan på cirka 4-6 meter. De bulliga stenblock som på målningen sticker upp ovanför vattenytan mellan udden och Roparstenen kan ha varit stenar som vid medelvattenstånd låg precis i vattenbrynet eller strax under och vid lågvatten stack upp över havsytan. Att området utanför Ropudden runt Roparstenen var relativt grunt antyds på en karta från 1784 som utvisar ett flertal grynnor i anslutning Roparstenen och även söder om Ropudden där det finns angivet ett stort grund benämnt som Abborrgrundet. Bergen på Lidingösidan har liksom Roparstenen och stenarna vid Ropudden avbildats väldigt bulliga vilket bevisligen inte är fallet vad gäller bergssidorna på Lidingö, varför man kan anta att konstnären även återgett stenarna vid Ropudden på liknande sätt, det vill säga överdrivet bulliga och egentligen för stora.
Det har hävdats att Roparstenen ute i Lilla Värtan användes för att stå på för att kalla på färjan om den låg på Lidingösidan (som var färjans hemmahamn). Detta motsägs av att stenen vid Ropsten vid normalvattenstånd omgavs av vatten, åtminstone fram till att den andra Lidingöbron uppfördes 1884. En karta från 1696 visar detta. I början av 1700-talet byggdes ett kruthus längst ute på Ropudden med en kort broförbindelse över till Roparstenen. Väg saknades från kruthuset till färjeläget, en sträcka på cirka 200 m. Avståndet Ropsten-Torsvik är cirka 750 meter och att höras med enbart rösten över Lilla Värtan vid kraftig blåst är i praktiken omöjligt, särskilt vid motvind. Vinsten i hörbarhet med att utnyttja holmen när det handlar om ett avstånd på minst 750 meter är dessutom marginell. 
En rimlig förklaring till namnet Ropsten är att den stora holmen fick sitt namn av att den låg utanför Ropudden, som uppenbarligen var den plats där man under någon tidsperiod stod och ropade eller signalerade på något sätt för att kalla på en båt för att ta sig över till Lidingölandet. Den ensamma holmen eller "stenen" ute i vattnet vid Ropudden namngavs då Roparstenen eller Ropstenen i betydelsen stenen vid Ropudden, som senare fått namnge hela området.
Enligt ett protokoll från en sockenstämma på Lidingö exploderade kruthuset vid Ropsten 1786, två år efter att Erland Ström hade upprättat en karta 1784 över området som utvisar kruthusets placering på Ropudden. Inget nytt kruthus byggdes och den så kallade kruthusbron över till roparstenen förföll. På målningen som avbildar området vid Ropstens gård nio år senare, 1795, finns inget spår av bron över till roparstenen, men bron kan ha varit anlagd på de mindre stenar som på målningen sticker upp ur vattnet mellan stranden och Roparstenen.

### Ropstens gård
På 1600, 1700-talet kallades området strax norr om Ropudden för Ropstens gård. Där bodde jägmästaren för de norra delarna av den inhägnade jaktparken, även kallad Kungliga Djurgården. I en bouppteckning från 1671 talas om Oluf Lillia, diurwachtare widh Ropsteen (översatt till modern svenska; Olof Lillia, djurvaktare vid Ropsten). Stängslet kom till på initiativ av den fiske- och jaktintresserade Karl XI på 1680-talet som också lät uppföra en liten fiskestuga inte långt från Ropsten, som fortfarande finns kvar och som gett upphov till namnet Fiskartorpet.
På Ropstens gård fanns omfattande trädgårdsanläggningar med fruktträd, vin- och krusbärsbuskar, ett värdshus, en grindvaktarstuga vid grinden in till jaktparken och i närheten av huvudbyggnaden till Ropstens gård, färjeläget för Lidingötrafiken. Körvägen ner till Stockholms centrala delar och norrut över Husarbron till området Stora Skuggan, gick innanför stängslet och trafikanter till och från Lidingö var tvungna att passera grinden vid Ropsten.

### Ropsten på slutet av 1700-talet
I beskrivningstexten till en karta från 1784 benämns udden där roparstenen och kruthuset låg som område No. 9. Ropudden. Texten till området lyder: "Ropudden mycket bergig och stenrik mark med ek och annan löfskog beväxt, varuti Ägaren låtit denne sommar spränga berg samt uppbryta alla möjligen lösa stenar hvaraf stenmur theromkring blivit påbegynt och hvarmed näste sommar kommer at fortfaras". Texten innehåller också en detaljerad beskrivning av trädgårdsanläggningen tillhörande Ropstens gård.

### Ropsten på 1870-talet
Av en karta från 1874 framgår att området Ropsten i stort hade samma utseende som 1784. Flera byggnader hade dock tillkommit. Den stora trädgårdsanläggningen som planerades mer än 100 år tidigare finns inritad. En pirliknande bro hade byggts över till ropstenen där stenen ingick som en del av piren som fortsatte en bit utanför stenen vilket belägger att det måste ha varit förhållandevis grunt en bra bit utanför strandlinjen vid ropudden och som mot slutet av 1800-talet utnyttjades för en utvidgning av Ropstensområdet ut i Lilla Värtan genom utfyllnad med sprängsten.
Vid den här tiden var grindvaktarstugan borttagen, likaså grinden in till jaktparken. Större delen av stängslet runt den stora jaktparken hade rivits och kvarvarande hjortar hade fösts ihop i ett mindre hägn, det som givit nuvarande stadsdelen Hjorthagen sitt namn. Grunden hade lagts till den plats som skulle komma att bli brofästet för 1884 års flottbro. 1913 byttes flottbron, byggd helt i trä, ut mot en pontonbro vilken i sin tur ersattes med gamla Lidingöbron 1925.

## Färjetrafiken Ropsten-Torsvik och ropare med lur
Sannolikt togs någon typ av färja i bruk mellan Ropsten och Torsvik på lidingösidan redan i slutet på 1480-talet då släkten Banér på Djursholms slott fick besittning över hela Lidingölandet genom att Lidingös många lantbruksgårdar måste kunna leverera lantbruksvaror på ett effektivt sätt in till Stockholm för försäljning även vid stark blåst på Lilla Värtan. Vintertid när isen lagt sig ordentligt var det betydligt enklare att ta sig över men när isen varken bar eller brast hade man sannolikt stora problem med transporterna.
Omkring år 1774 började Banérs sälja ut alla sina gårdar på Lidingö. Man hade vid den tidpunkten bestämt att innehavaren av Torsviks markområde hade rätt att bedriva färjetrafik och uppta färjeavgifter mellan Torsvik och Ropsten. Något alternativ till Torsvik som färjeläge var tydligen inte aktuellt genom att närmaste flacka strandparti låg vid Lidingsberg respektive Islinge men som båda skulle innebära en längre väg till Ropsten som var ett sedan lång tid tillbaka etablerat färjeläge på Stockholmssidan som även inbegrep ett värdshus. Torsvik ingick i Hersby gårds mark och 1778 köptes Hersby gård av revisor Johan Falkson. Samma år upprättade han en taxa för färjan med specificerat 2/3 shilling för "gående person" och 1 1/2 shilling för "boskapskreatur".
Året efter 1779 avled Falkson varvid färjetrafiken övertogs av Nils Holmberg, som tidigare arbetat som lakej hos prinsessan Sofia Albertina. Holmberg förlorade sitt färjearrende efter att ha misskött trafiken och tagit mer betalt för överfarter än vad som angetts i arrendekontraktet. I de tidiga färjekontrakten som upprättades om färjehållningen skulle det finnas en så kallad ropare vid färjelägena vid Torsvik och Ropsten. Roparna skulle ha tillgång till en lur att blåsa i för att kalla på färjan.
1786 köpte friherre Carl Pfeiff, ägare till Bo gård på Lidingö, rättigheterna att få bedriva färjerörelsen. Några år senare sålde han färjerättigheten till Lidingös bönder som i sin tur arrenderade ut den till skeppstimmerman Hindrik Lindström. Enligt dessa senare färjekontrakt, skulle färjearrendatorn från tidigt på morgonen till sent på kvällen "vid varje strand alltid ha en färja och tvenne båtar, till resandes mera bekvämlighet och skyndsamma överfart, försedd med villigt, nyktert och raskt folk." Således behövde de resande inte längre ropa till sig färjan eller blåsa i lur genom att den gick i skytteltrafik. Tidigare fanns en bestämmelse att färjan skulle vända om den inte nått halvvägs över till Ropsten om någon kallade på färjan från Lidingösidan, ett problem som löstes genom att ha två roddfärjor i skytteltrafik. Från denna tid stod två mindre båtar och två större till förfogande och minst 4-5 personer som hanterade roddtrafiken. De större båtarna transporterade hästar, boskap och tyngre gods. De mindre var avsedda för persontransport. Många problem uppstod med roddfärjorna. De underhölls dåligt, taxorna var oskäliga och färjetrafiken var ständigt uppe till diskussion vid sockenstämmorna. För att få färjorna att underhållas bättre införde sockenstämman en bestämmelse som angav att tjärningen av båtarna skulle proklameras av prästen från predikstolen i kyrkan på våren. När det blåste hårt på Lilla Värtan ställdes färjetrafiken in.
En uppfattning om hur roddfärjorna kan ha sett ut kan man få av en skiss som avbildar Carl Michael Bellman vid avfärd från Lidingö rökandes pipa efter ett besök hos Peter Widman på Elfviks gård i september 1789. Att det var en färja beläggs av en dikt författad av Bellman som tillhörde målningen, daterad till den 16 september 1789. Platsen för färjan angavs inte, men man kan anta att skissen föreställer överfarten från Lidingö vid Torsvik med Ropsten i bakgrunden genom att det var den enda plats på Lidingö där det fanns en reguljär roddfärja över till Stockholm. Båten är en bred flatbottnad större eka som ros av två roddare, förmodligen avsedd för transport av skrymmande gods och större djur som hästar och kor med plats mitt i båten för godset. Båttypen måste i detta fall vara flatbottnad, vilket antyds av bordläggningen, för att kunna dras långt upp på stranden och läggas stadigt för att speciellt större djur skulle kunna ta sig både i och ur båten.

## Första Lidingöbron vid Ropsten 1884
En broförbindelse började planeras på 1790-talet, eftersom roddtrafiken mellan Torsvik och Ropsten blev allt intensivare. På initiativ av bland annat Lars Fresk beslutades det att en bro skulle byggas mellan Stockholm och Lidingö och 1803 stod den första Lidingöbron klar som dock förlades mellan Larsberg och Kaknäs på Djurgården. Vid en storm i november 1811 blev 1803 års bro obrukbar och rivning av hela bron föreslogs samt att färjetrafiken vid Torsvik skulle återupptas. Bron reparerades dock inom ett år. Det var först 1884 som en bro kom till mellan Ropsten och Lidingö i samband med att Värtahamnen började byggas. Den gamla bron från Larsberg klarade inte öppning för större lastfartyg. Bron ansågs även placerad på en alltför utsatt plats vid hårda vindar och hög sjögång.
Det är okänt när roparstenen försvann som egen holme. Kanske hade strandlinjen redan vid det första brobygget 1884 fyllts ut med sten för att med roparstenen som grund förlägga brofästet så långt ut i Värtan som möjligt. I beskrivningen av Ropudden från 1784 påtalades att man hade sprängt sönder berg och att det fanns en stor mängd "lösa stenar" i marken vid ropudden. Den stora bergsklippa som låg ytterst på Ropudden enligt målningen från 1795, sprängdes  förmodligen plan senast i samband med att Värtahamnen började byggas och användes som fyllnadsmaterial ut i Lilla Värtan.
Anläggningen av Värtahamnen och gasverket nedanför Hjorthagen, brofästet för första Lidingöbron och kommande Lidingöbroar vid Ropsten kom inom tidsperiod av cirka 25 år att helt radera den idyll som Ropsten avbildats som på målningen från 1795.

## Framtida utvecklingsplaner för Ropstensområdet

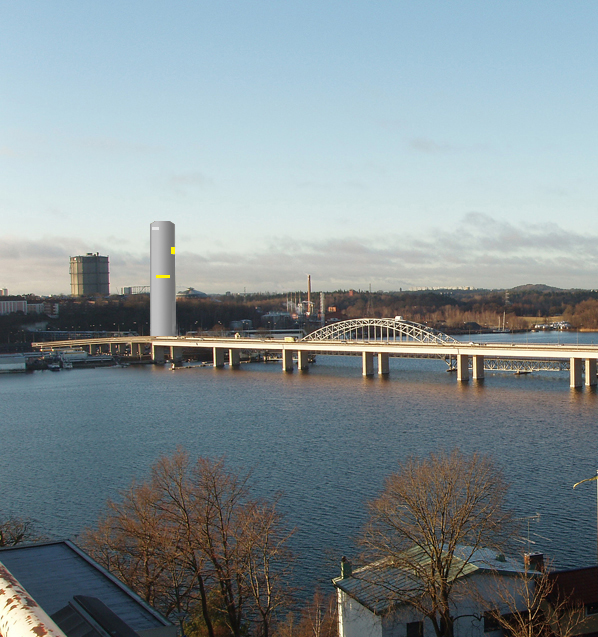
Stockholmsfyrens ungefärliga placering vid Ropsten och föreslaget utseende på ett foto med vy från Hotell Forestas entréplan. Tornet planerades uppföras omkring 2014-2015, men byggdes inte.

Ropstensområdet som sen slutet av 1800-tal enbart utgjort en kommunikationsknutpunkt är planerat att också kunna innehålla bostäder och kontorslokaler. Strax norr om Lidingöbrons fäste ungefär vid den stora rondellen på Ropstensplan tänkte sig den borgerliga majoriteten i Stockholms stad och kommunala Familjebostäder att ett 54 våningar, 187 meter högt torn skulle uppföras, innehållande både kontorslokaler och bostadslägenheter med en stor galleria i gatuplanet i anslutning till tunnelbanestationen. Byggnationen var planerad till omkring 2014-15. Detaljplanen var dock 2009 ännu inte godkänd och projektet var i sin linda. Motiveringen till bygget uttalat av finansborgarrådet Sten Nordin (M) i augusti 2009: "Det kommer att innebära att vi kan visa att vi har en ny spännande arkitektur i Stockholm, att det händer nya spännande saker när det gäller bostadsbyggandet. Och att vi på det sättet också visar att vi är en stad som både tar tillvara vår historia men också utvecklas som en modern storstad"..
I december 2015 berättade Fastighetsvärlden att det höghusidén "Stockholmsfyren" inte länge var aktuellt. Istället har fastighetsbolaget Wallenstam fått en tidig markanvisning för att bygga 65.000 kvm bostäder och lokaler.

### Förlängning av tunnelbanan ut till Lidingö
Diskussioner har förts sedan 1960-talet i samband med projekteringen av nya Lidingöbron, att förlänga sträckningen av tunnelbanan ut till Lidingö och vidare över till Bogesundslandet som var tänkt att bebyggas med bostäder. Tunnelbanebron som fanns på ritbordet redan omkring 1965, skulle byggas dubbelspår, till skillnad mot nuvarande enkelspår på gamla Lidingöbron som inte tillåter mötande spårvagnar, på samma höjd över vattnet som nuvarande perrong vid Ropsten och spåret fortsätta i samma riktning mot Lidingö, parallellt med nya Lidingöbron in i en tunnel under Torsviksplatån. På senare år under 2000-talet har en tunnelbanebro åter diskuterats vid ett flertal tillfällen i samband med Lidingöbanans framtid, både inom privata diskussionsforum och av SL som svarar för kollektivtrafiken på Lidingö, men i detta fall skulle tunnelbanans slutstation i en första etapp förläggas till Lidingö centrum liksom Lidingöbanans slutstation, alternativt att Lidingöbanan skulle ersättas av bussar inom Lidingös trafikområde. Detta förslag har avfärdats med bland annat motiveringen att det skulle bli för höga kostnader för det begränsade reseunderlaget mellan Lidingö och Ropsten. Behovet av en stor omstigningsplats vid Ropsten är i dagsläget i huvudsak styrt av att tunnelbanan har Ropsten som slutstation. Framtida planering för Ropsten påverkas också av planerna på att bygga ut Spårväg City till Ropsten med en förbindelse till Lidingöbanan över en ny bro som ersätter den nuvarande spårbron.

## Galleri

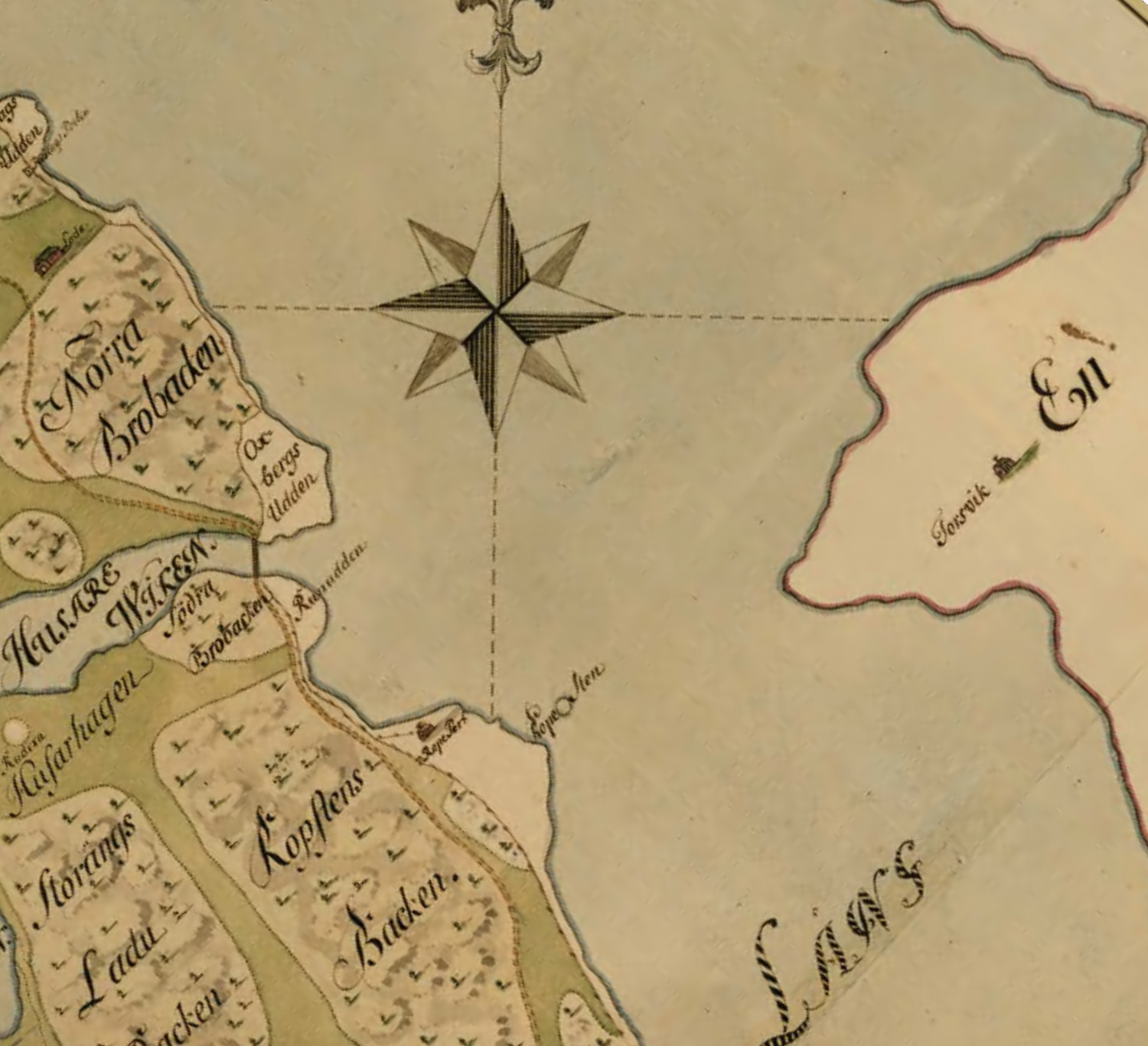
Karta över Ropsten upprättad 1696 utvisande holmen Rope Sten ute i vattnet. Endast ett hus finns angivet vid Ropsten vid denna tid. (Kartorientering justerad).
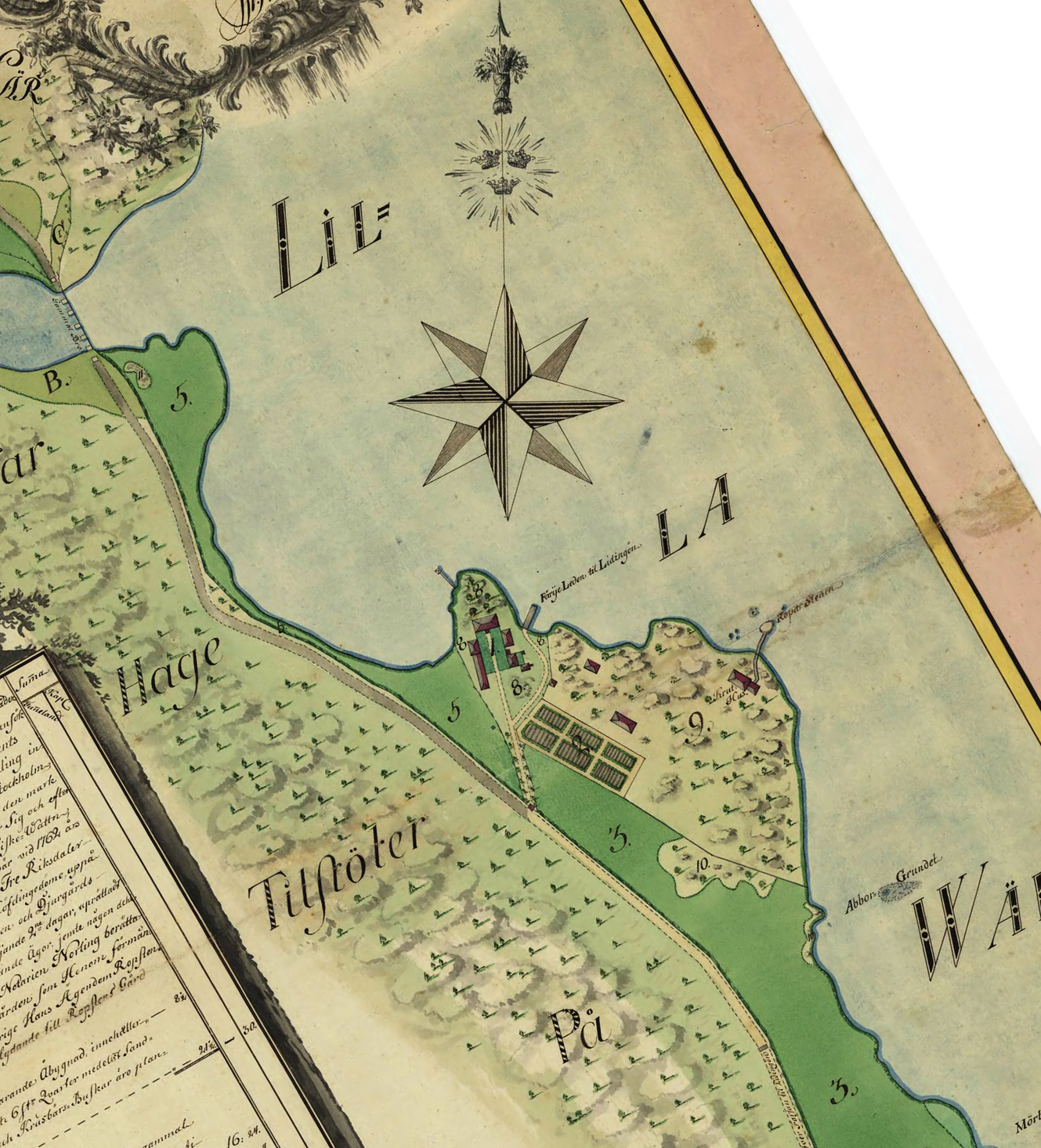
Karta över området vid Ropsten upprättad 1784, där Rope sten, benämnd som Roparstenen, är förbunden med fastlandet via en gångbro över till ett kruthus. Kartan utvisar också, Ropstens Gård, Färjeleden till Lidingön och Rope port. (Kartorientering justerad).
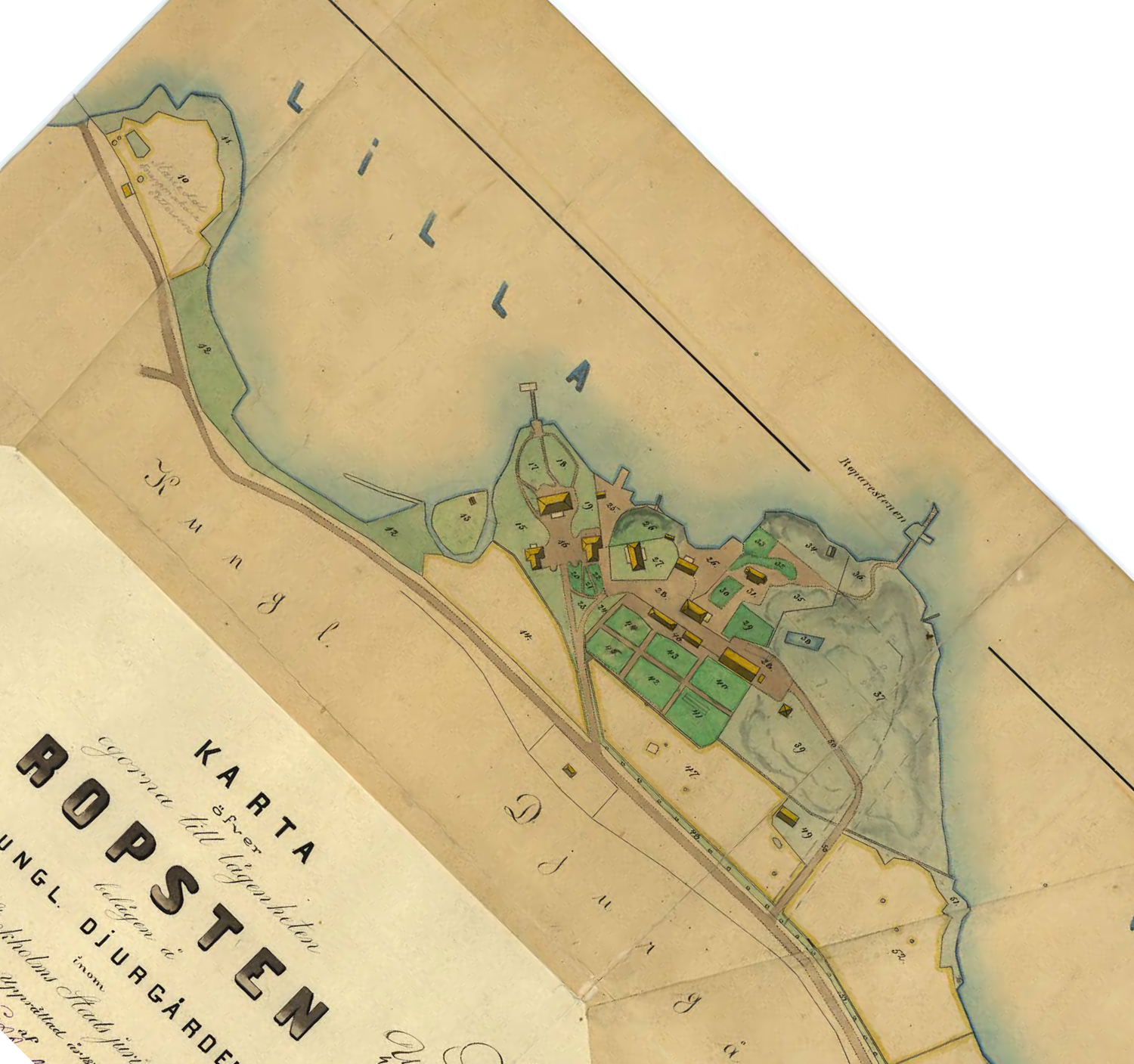
Karta över Ropsten upprättad 1874. (Kartorientering justerad).
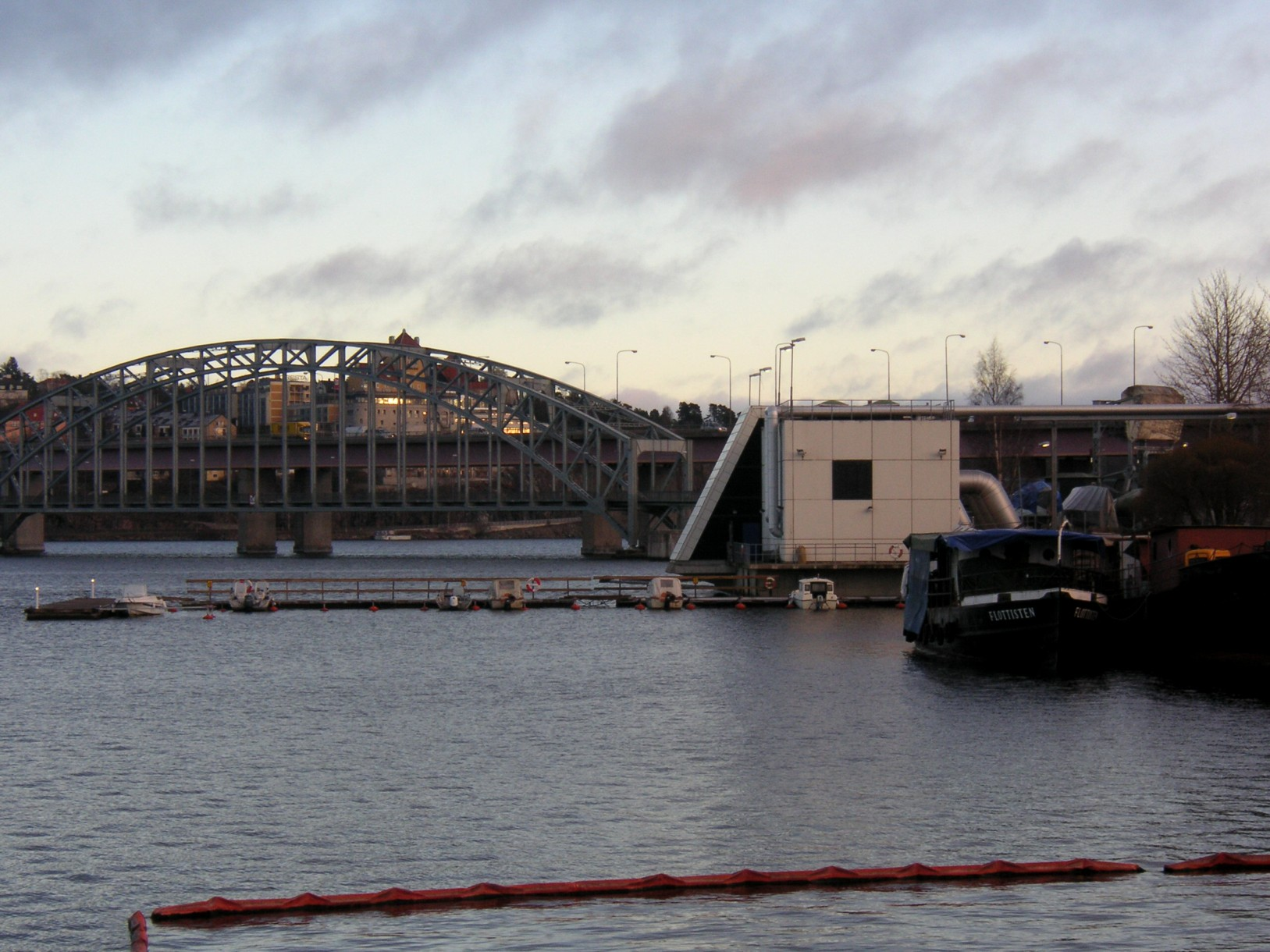
Ropsten med Lidingöbroarna i bakgrunden. Vy från den norra sidan av Ropsten med vattenintaget till Fortums värmepumpanläggning till höger. Foto: 2007.
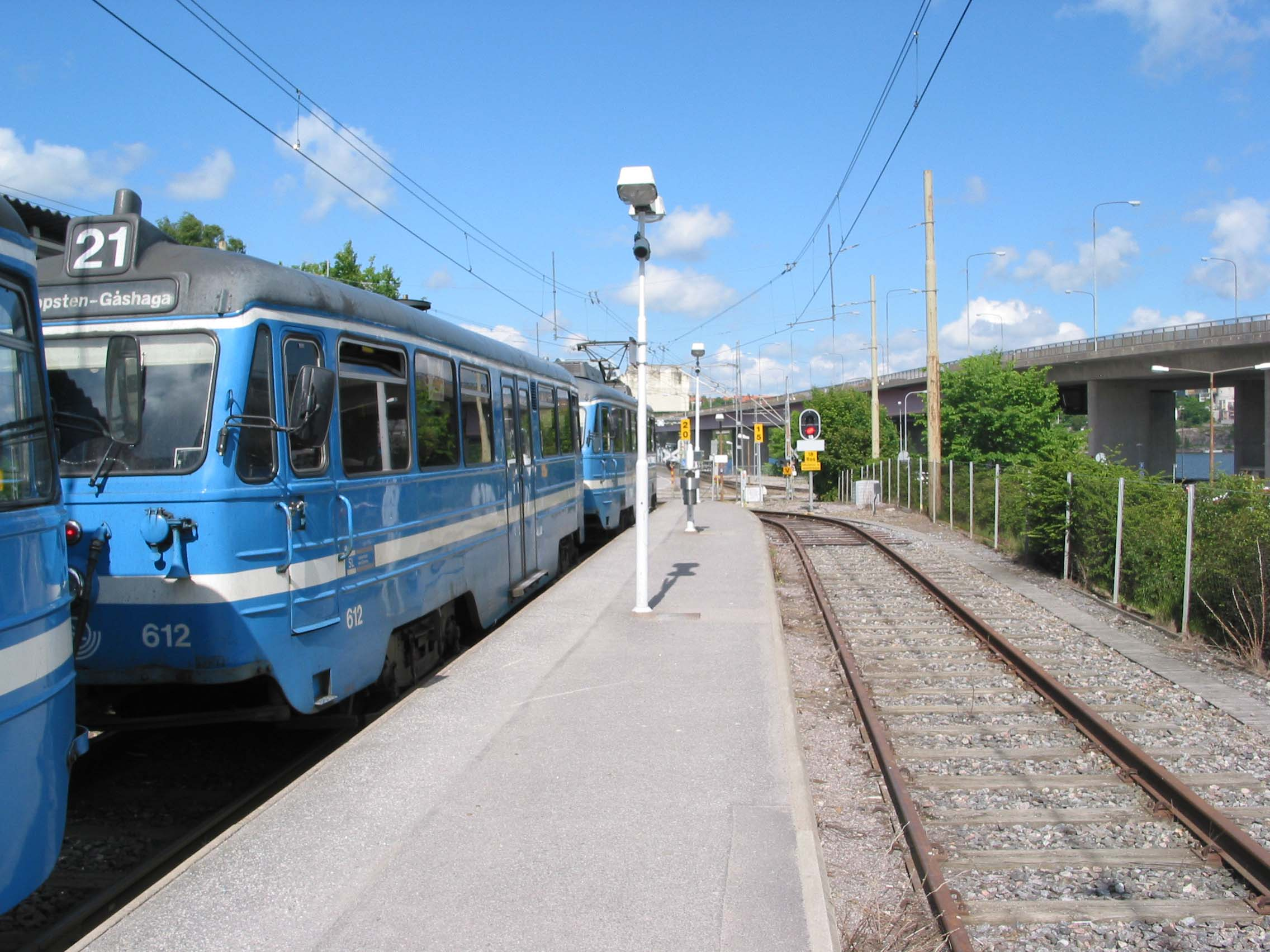
Lidingöbanans slutstation vid Ropsten.
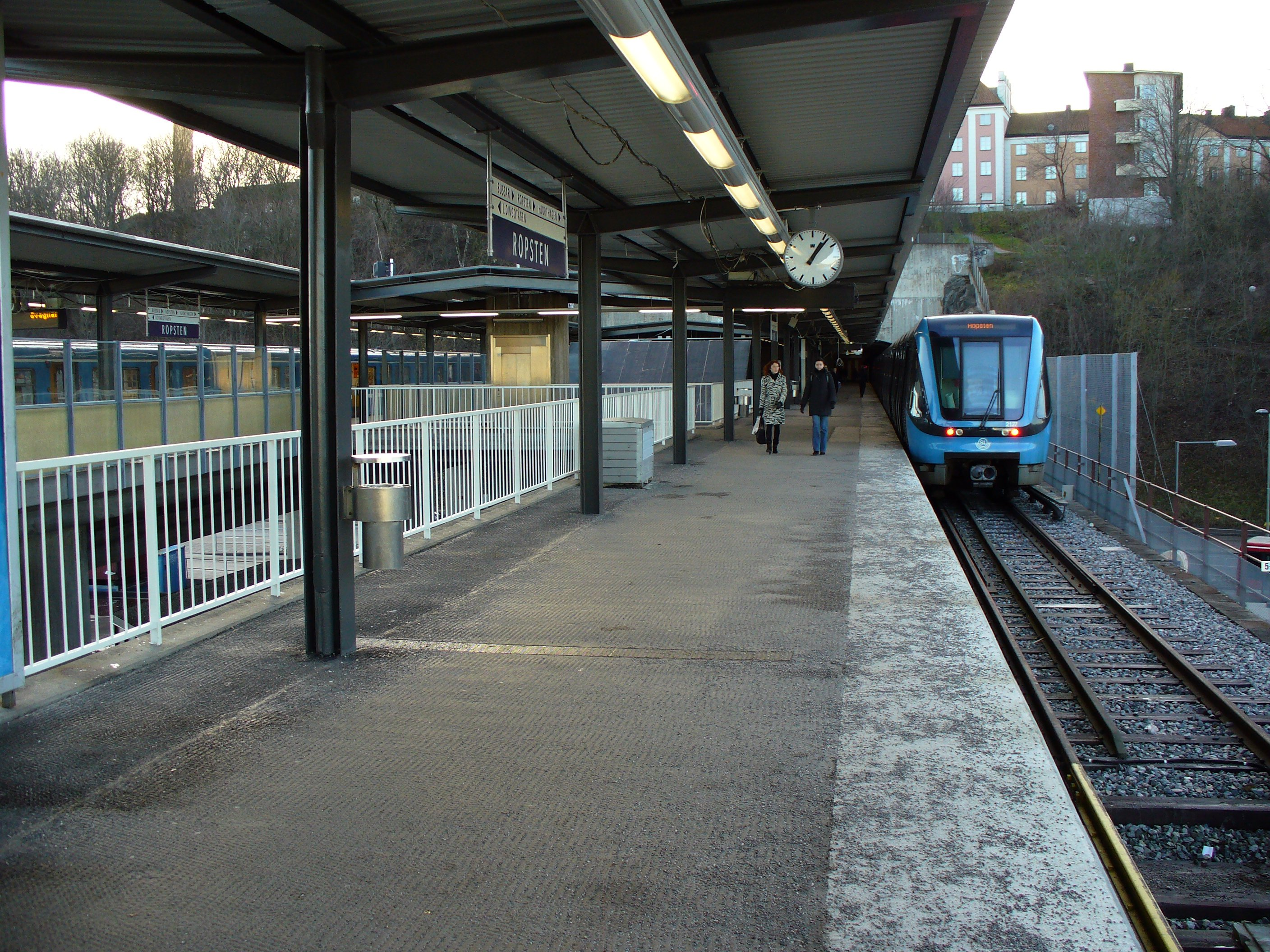
Tunnelbanans slutstation vid Ropsten.